# Teerahna
Teerahna é um gênero de traça pertencente à família Agonoxenidae.